# 마누엘 아사냐
마누엘 아사냐 디아스(스페인어: Manuel Azaña Díaz, 1880년 1월 10일 - 1940년 1월 8일)는 스페인의 정치인이다. 스페인 제2공화국의 총리와 대통령을 비롯한 여러 직무를 역임하였다. 스페인 내전 당시 프란시스코 프랑코의 군대가 카탈루냐 지방과 바르셀로나를 점령하자 피레네산맥을 넘어 프랑스로 망명하였다.

## 초기 경력
아사냐는 부유한 집안에서 태어났으나 어려서 부모를 잃었다. 마드리드 국립대학교과 알칼라 대학교에서 수학하였다. 1897년 사라고사의 대학교에서 변호사 자격을 취득하였고 1900년 마드리드 국립대학교에서 박사학위를 받았다. 1911년 법무성 등기소에 취직하였다. 1914년 개혁공화당에 입당하여 정치에 입문하였다. 1918년과 1923년 톨레도 지방 선거에 출마하였으나 낙선하였다. 1925년 "행동하는 공화당"(스페인어: Accion Republicana)을 창당하였다.
1920년부터 정치와 법률 분야에 대한 많은 저작을 출간하였으며 정치 잡지 《라 풀마》(스페인어: La Pluma)의 발행인을 겸하였다. 1924년 《라 풀마》의 출간이 금지되자 소설 창작을 시작하였다. 1926년 국가 문학상을 수상하였다.
미겔 피리모의 군부독재가 한창이던 1924년 아사냐는 독재와 알폰소 13세의 왕정에 반대하는 성명을 발표하였다. 1930년 아사냐는 공화국 설립을 주도한 《산 세바스티안 협정》에 참여하였다.

## 제2공화국
1930년 미겔 피리모가 사임하자 스페인에서는 왕당파와 군부간의 동맹에 사이가 벌어지고 사회주의를 요구하는 노동조합의 봉기가 예고되는 한편, 군부에 의한 쿠데타가 일어날 조짐이 보였다. 알폰소 13세는 난국을 타개하기 위하여 민주적인 선거를 약속하였다. 1931년 4월 12일 총선 결과 공화파는 압도적으로 승리하였다. 4월 14일 마드리드의 거리에서 시민들이 쏟아져나와 "공화국!"을 연호하는 가운데 알폰소 13세는 망명길에 올랐다. 니세토 알칼라사모라가 스페인 제2공화국의 초대 대통령으로 취임하였으며, 아사냐는 총리가 되었다.

## 같이 보기
- 스페인 제2공화국
- 스페인 내전

## 참고 문헌
- Beevor, Antony. The battle for Spain. The spanish civil war. Penguin Books. 2006. London.
- 강석영, 현대스페인, 한국외국어대학교출판부, 2008, 서울